# Michel Oleffe
Pour les articles homonymes, voir Oleffe.
Michel Oleffe, né le 23 juillet 1946 à Uccle (province de Brabant), est un scénariste de bande dessinée belge.

## Biographie
Michel Oleffe naît le 23 juillet 1946 à Uccle,, une commune bruxelloise. Il suit des études en communication et sciences politiques à l'Université libre de Bruxelles. Il participe à la revue d'IBM Belgique jusqu'en 1995. En 1989, l'éditeur Claude Lefrancq entame avec lui une collaboration sur Carland Cross avec le dessinateur Olivier Grenson et le premier album, Le Golem, paraît deux ans plus tard dans la collection « BDévasion » aux éditions Claude Lefrancq. Pour le même éditeur, il écrit les scénarios de la série policière Le Marquis — un ancien truand devenu détective privé — pour le dessinateur Jean-Luc Delvaux, deux albums paraîtront en 1995 et 1997. Il prend la suite de Delaney et Marcel Jaradin en écrivant pour ce dernier le quatrième et dernier tome de la série Alexe en 1996. Par la suite, il travaille sur Biggles sur un dessin d'Éric Loutte. En 1995, la série Carland Cross est adaptée à l'écran en 26 épisodes par Odec Kid Cartoons. Il écrit aussi Les Nouvelles Aventures de Carland Cross pour Isaac Wens qui dessine L'Ombre de l'éventreur, publié en album aux éditions Soleil en 2003.
Oleffe participe à la revue belge Archipel et fait partie du Conseil supérieur de la langue française de Belgique.

## Œuvre

### Albums de bande dessinée
- Alexe, dessins de Marcel Jaradin, Claude Lefrancq Éditeur,

4. Opération Nemo, scénario de Michel Oleffe, 1996  (ISBN 2-87153-384-9)
- Biggles
- 5. Le Vol du Wallenstein, Claude Lefrancq Éditeur, Bruxelles, avril 1994
Scénario : Michel Oleffe - Dessin : Éric Loutte - Couleurs : Frédéric Bergèse -  (ISBN 2-87153-158-7)
- 7. Le Dernier Zeppelin, Claude Lefrancq Éditeur, Bruxelles, septembre 1995
Scénario : Michel Oleffe - Dessin : Éric Loutte - Couleurs : Frédéric Bergèse -  (ISBN 2-87153-218-4)
- 9. La 13e Dent du Diable[6], Miklo, Bruxelles, avril 1997
Scénario : Michel Oleffe - Dessin : Éric Loutte - Couleurs : Frédéric Bergèse -  (ISBN 2-87153-404-7)

1. L'Épée de Wotan, scénario de Michel Oleffe, dessins d'Éric Loutte, Miklo, 1998  (ISBN 2-930234-04-0)

13. Neiges mortelles, scénario de Michel Oleffe, dessins de Frank Leclercq, Miklo, 1999  (ISBN 2-930234-17-2)
- 15. L'Oasis perdue (1)[7], Miklo, Bruxelles, août 2000
Scénario : Michel Oleffe - Dessin : Frank Leclercq - Couleurs : Frédéric Bergèse, Frank Brichau -  (ISBN 2-930234-18-0)
- 18. L'Oasis perdue (2), Miklo, Bruxelles, juin 2001
Scénario : Michel Oleffe - Dessin : Frank Leclercq - Couleurs : Frank Brichau -  (ISBN 2-930234-20-2)
- 19. Feu sur la Provence 1, Le Lombard, Bruxelles, août 2003
Scénario : Michel Oleffe - Dessin : Éric Loutte - Couleurs : quadrichromie -  (ISBN 2-8036-1885-0)
- 20. Feu sur la Provence 2[8],[9], Le Lombard, Bruxelles, août 2004
Scénario : Michel Oleffe - Dessin : Éric Loutte - Couleurs : Bertrand Denoulet -  (ISBN 2-8036-1910-5) — Décors : Frédéric Pauwels, Daniel Bay.
- 21. Chappal Wadi[10], Le Lombard, Bruxelles, décembre 2006
Scénario : Michel Oleffe - Dessin : Éric Loutte - Couleurs : Sylvaine Scomazzon -  (ISBN 2-8036-2221-1),Décors : Daniel Bay.
- Carland Cross
- 1. Le Golem[11], éditions Claude Lefrancq, coll. « BDévasion », Bruxelles, mars 1991
Scénario : Michel Oleffe - Dessin : Olivier Grenson - Couleurs : Bruno Marchand -  (ISBN 2-8715-3042-4)
- 2. Le Dossier Carnarvon, Lefrancq, coll. « BDévasion », Bruxelles, janvier 1992
Scénario : Michel Oleffe - Dessin : Olivier Grenson - Couleurs : Béatrice Monnoyer -  (ISBN 2-8715-3085-8)
- 3. Tunnel, Lefrancq, coll. « BDévasion », Bruxelles, janvier 1993
Scénario : Michel Oleffe - Dessin : Olivier Grenson - Couleurs : Béatrice Monnoyer -  (ISBN 2-8715-3124-2)
- 4. Le Mystère du Loch Ness 1, Lefrancq, coll. « BDévasion », Bruxelles, février 1994
Scénario : Michel Oleffe - Dessin : Olivier Grenson - Couleurs : Béatrice Monnoyer -  (ISBN 2-8715-3155-2)
- 5. Le Mystère du Loch Ness 2, Lefrancq, Bruxelles, février 1995
Scénario : Michel Oleffe - Dessin : Olivier Grenson - Couleurs : Bertrand Denoulet -  (ISBN 2-8715-3192-7)
- 6. La Goule de Shadwell, Lefrancq, Bruxelles, septembre 1996
Scénario : Michel Oleffe - Dessin : Olivier Grenson - Couleurs : Bertrand Denoulet -  (ISBN 2-8715-3223-0)En supplément 16 pages Extrait des carnets d'Andy White.
- 7. Les Pendus de Manhattan[12],  Lefrancq, Bruxelles, janvier 1998
Scénario : Michel Oleffe - Dessin : Olivier Grenson - Couleurs : Bertrand Denoulet -  (ISBN 2-87153-504-3)

- Les Nouvelles Aventures de Carland Cross, scénario de Michel Oleffe, dessins d'Isaac Wens, Soleil Productions

1. L'Ombre de l'éventreur[13], 2003  (ISBN 2-84565-627-0)

#### Le Marquis
- 1. Le Truand oublié, Claude Lefrancq Éditeur, coll. « BDétectives », Bruxelles, 1995
Scénario : Michel Oleffe - Dessin : Jean-Luc Delvaux - Couleurs : Studio Leonardo -  (ISBN 2-87153-216-8)
- 2. DS Irae, Claude Lefrancq, coll. « BDétectives », Bruxelles, 1996
Scénario : Michel Oleffe - Dessin : Jean-Luc Delvaux - Couleurs : Nancy Delvaux -  (ISBN 2-87153-383-0)

### Beaux-livres
- Josse Goffin (ill.), Michel Oleffe et Vincent Baudoux, Inventaire, Bruxelles, Éditions Racine, 2010, 159 p., ill. ; 29 cm (ISBN 9782873866600 et 2873866608, OCLC 893739832, BNF 43410223, présentation en ligne).

## Prix et récompenses
- 1997 : prix du meilleur scénario décerné par la Chambre belge des experts en bande dessinée pour la série Carland Cross[14].

#### Livres
: document utilisé comme source pour la rédaction de cet article.
- Jacques Fiérain, « Oleffe, Michel », dans La BD à Bruxelles et en Brabant, Charleroi, Éd. l'Âge d'or, avril 2003, 144 p., ill. ; 31 cm (ISBN 9782960119664 et 2960119665, OCLC 470388171, présentation en ligne), p. 110. .
- Henri Filippini, « Oleffe Michel », dans Dictionnaire de la bande dessinée, Paris, Bordas, 2005, 912 p., ill. ; 27 cm (ISBN 9782047299708 et 2047299705, OCLC 1009545288, présentation en ligne), p. 831. .
- Philippe Mellot, Michel Denni, Laurent Turpin et Isabelle Morzadec, « Oleffe (M.) », dans Trésors de la bande dessinée BDM 2021-2022 - Catalogue encyclopédique et Argus, Paris, Les Arènes, novembre 2020, 22e éd., ill. ; 23 cm (ISBN 9791037502582, présentation en ligne), p. 39, 135, 206, 707.

#### Articles
- Catherine Henry, « Michel Oleffe - Scénariste : bibliographie, photo, biographie », BDParadisio,‎ 2004 (lire en ligne, consulté le 14 novembre 2022).